# Kamil Kuczyński

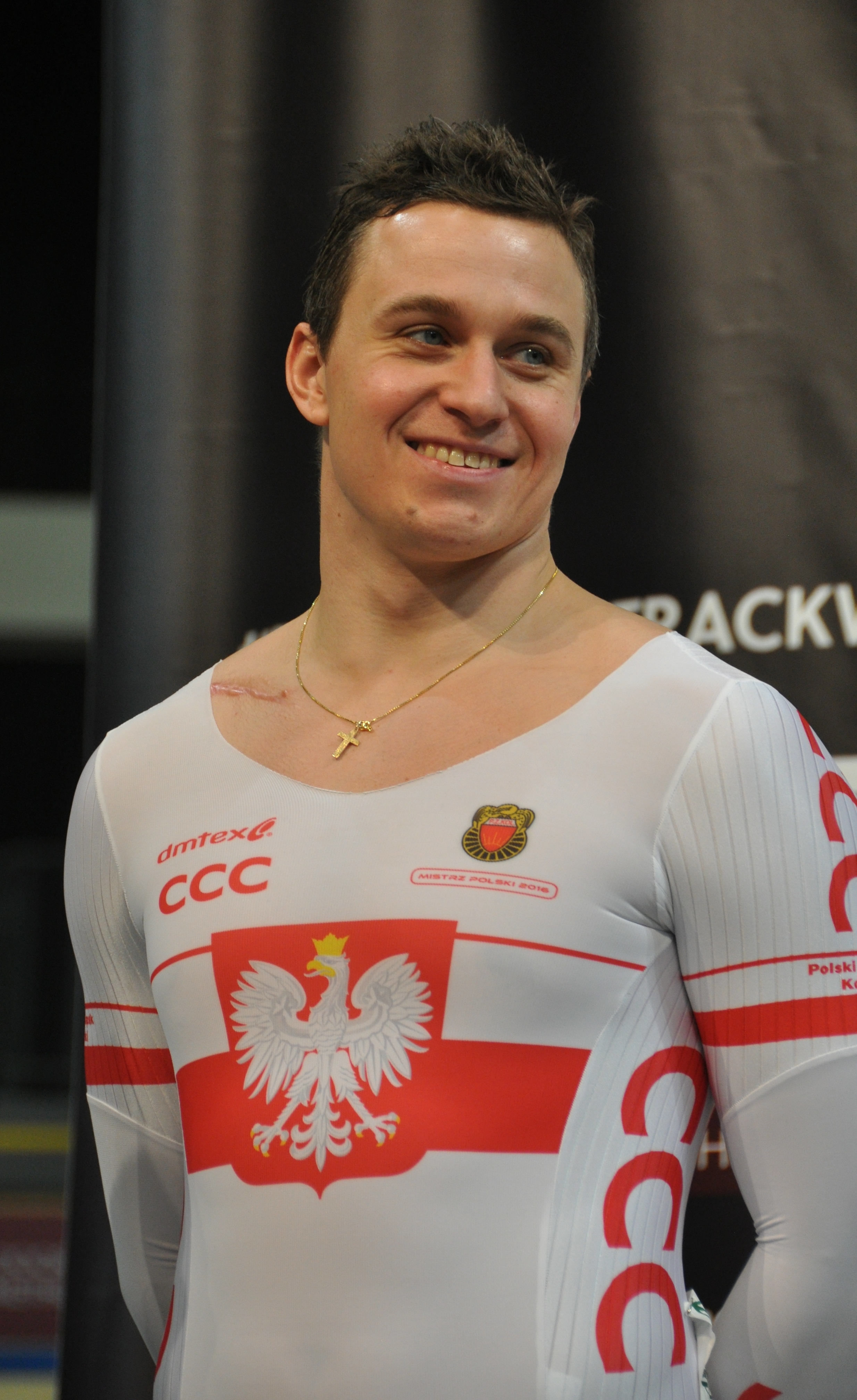

Kamil Kuczyński (ur. 23 marca 1985 w Płocku) – polski kolarz torowy.
Ma 189 cm wzrostu i waży 96 kg. Zadebiutował na Igrzyskach Olimpijskich w Pekinie, w sprincie drużynowym i keirinie. Uczestnik Igrzysk Olimpijskich w Londynie w sprincie drużynowym i keirinie. W 2014 będąc czynnym zawodnikiem podjął się pracy trenerskiej polskiej kobiecej załogi tandemowej Iwona Podkościelna, Aleksandra Tecław.
doprowadzając je do zdobycia podwójnego Mistrzostwa Świata w 2015 roku w wyścigu wspólnego oraz w jeździe indywidualnej na czas na szosie oraz do złotego medalu na Letnich Igrzyskach Paraolimpijskich 2016, za co został odznaczony Złotym Krzyżem Zasługi. W 2018 roku zakończył karierę reprezentacyjną. 
Od 2019 startuje w tandemowej kadrze paraolimpijskiej. W swoim debiucie na mistrzostwach świata w holenderskim Apeldoorn razem z Adamem Brzozowskim zajął 4. miejsce w wyścigu na 1 km tandemów oraz 3. w sprincie tandemów.
W 2020 roku podczas Mistrzostw Świata w kolarstwie osób niepełnosprawnych jako pilot tandemu razem z Adamem Brzozowskim zdobywa brązowy medal w sprincie tandemów.

## Kluby
- Wisła Płock 1997-1998.
- ŚUKK Płock 1998-2000.
- Cyklista Żyrardów 2000-2004.
- Gryf Szczecin 2004-2008.
- PTC Pruszków 2008- 2009.
- Gryf Szczecin 2010.
- Piast Szczecin 2011-2018

## Osiągnięcia
Igrzyska olimpijskie:
- 11. miejsce – keirin (2008).
- 13. miejsce – sprint drużynowy (2008).

Mistrzostwa świata:
- 5. miejsce – sprint drużynowy (2009).
- 8. miejsce – 1 km (2009).
- 9. miejscje – sprint drużynowy (2010).
- 11. miejsce – 1 km (2005).
- 11. miejsce – sprint drużynowy (2008).
- 11. miejsce – keirin (2010).
- 16. miejsce – 1 km (2004).
- 17. miejsce – 1 km (2008).

Mistrzostwa Świata Tandemów
- 3. miejsce - sprint tandemów (2019, 2020)
- 4. miejsce - wyścig na 1 km ze startu zatrzymanego (2019)

Mistrzostwa Europy:
- 1. miejsce – sprint drużynowy (2005).
- 2. miejsce – sprint drużynowy (2007).
- 2. miejsce – sprint drużynowy (2012).
- 4. miejsce – sprint drużynowy (2010).
- 7. miejsce – keirin (2010).
- 1. miejsce - sprint drużynowy (2016)

Puchar Świata:
- 2. miejsce - sprint drużynowy (Mińsk, 2018)
- 1. miejsce - sprint indywidualny (Glasgow, 2016).
- 2. miejsce - sprint indywidualny (Apeldoorn, 2016).
- 2. miejsce – sprint drużynowy (Manchester, 2008).
- 2. miejsce – sprint drużynowy (Hongkong 2016).
- 3. miejsce - sprint drużynowy (Glasgow, 2016).
- 3. miejsce – 1 km (Manchester, 2008).
- 3. miejsce – 1 km (Pekin, 2008).
- 3. miejsce – sprint drużynowy (Cali, 2015).
- 4. miejsce – keirin (Manchester, 2008).
- 4. miejsce – 1 km (2008).
- 4. miejsce – 1 km (Kopenhaga, 2009).
- 5. miejsce – sprint drużynowy (2004).
- 5. miejsce – sprint indywidualny (Hongkong 2016).
- 6. miejsce – keirin (Guadalajara, 2014).
- 7. miejsce – 1 km (2004).
- 7. miejsce – keirin (Cali, 2015).
- 7. miejsce – keirin (Kopenhaga, 2009).
- 8. miejsce – 1 km (2005, 2008).
- 9. miejsce – 1 km (2008).

Mistrzostwa Polski Elita:
- 1. miejsce – 1 km (2008).
- 1. miejsce – sprint drużynowy (2008).
- 2. miejsce – sprint ind. (2008).
- 2. miejsce – scratch (2008).
- 1. miejsce – sprint ind. (2007).
- 1. miejsce – keirin (2004).
- 1. miejsce – 1 km (2007).
- 3. miejsce – sprint ind. (2004).
- 3. miejsce – sprint drużynowy (2007).
- 1. miejsce – sprint indywidualny (2016).
- 1. miejsce – keirin (2016).
- 1. miejsce – keirin (2013).
- 1. miejsce - 1 km (2018)
- 2. miejsce - sprint drużynowy (2018)
- 3. miejsce - sprint ind. (2018)
- 3. miejsce - keirin (2018)
- 1. miejsce - keirin (2019)
- 2. miejsce - sprint ind. (2019)
- 2. miejsce - sprint drużynowy (2019)
- 3. miejsce - 1 km (2019)